# Bündnisarmee
Als Bündnisarmee bezeichnet man in der militärischen und politischen Fachsprache eine Armee, die an ein supranationales Militärbündnis angeschlossen ist und gleichzeitig sowohl logistisch als auch militärisch stark von diesem abhängt.
Eine Bündnisarmee war z. B. die Armee des Deutschen Bundes, die bis 1866 existierte.
Die Bundeswehr war von ihrer Gründung im Jahre 1955 bis zur Wiedervereinigung im Jahre 1990 eng in die NATO eingebunden und verfügte über keine eigene Führungsstruktur. Im Bündnisfall unterstanden die deutschen Streitkräfte dem Oberbefehlshaber der NATO.